# جون دبليو. داوني
جون دبليو. داوني (بالإنجليزية: John Downey)‏ هو موزع وعازف بيانو وملحن أمريكي، ولد في 1927، وتوفي في 2004.

## وصلات خارجية
- جون دبليو. داوني على موقع ميوزك برينز (الإنجليزية)
- جون دبليو. داوني على موقع أول ميوزيك (الإنجليزية)
- جون دبليو. داوني على موقع ديسكوغز (الإنجليزية)